# Prieuré de Chamonix
Le prieuré de Chamonix est un ancien monastère bénédictin installé dans la vallée de Chamonix vers le XIe siècle et qui fut totalement détruit par incendie en décembre 1758.

## Géographie
La charte de fondation indique que le comte de Genève donne : « toute l'étendue de pays comprise entre le torrent de la Diosaz, le Mont-Blanc et le col de Balme, consistant en terres labourables, forêts, pâturages et chasses ». L'ensemble des terres offertes par le comte aux moines de Saint-Michel-de-la-Cluse correspond peu ou prou à la vallée de Chamonix. Cependant la traduction de rupes alba en « Roche Blanche » ne peut désigner le « Mont-Blanc » comme le pense Charles Durier, selon le chanoine Joseph Garin ou Jean-Yves Mariotte,. Deux hypothèses sont avancées pour l'emplacement de ce lieu. André Perrin tout comme Joseph Garin considèrent qu'il pourrait s'agir d'une paroi rocheuse dite Roche-Blanche, qui devait se trouver au confluent de la Diosaz et de l'Arve, aux environs de Servoz ou sur la commune de Passy. La roche mentionnée n'est cependant plus visible lors de ces recherches. Joseph Garin s'appuie en réalité sur les travaux de L. Felisaz, géomètre arpenteur à Servoz. Ce dernier considère que les indications de la charte mentionnent la montagne des Balmes, près du col de Salenton, dans la haute vallée de la Diosaz, et place le rocher à l'entrée des gorges de la Diosaz, le Saix Blanc, un rocher dominant l'entrée des gorges de la rivière, au lieu-dit « La Chauffiaz ».
La donation exclut Vallorcine, ainsi que Vaudagne et la paroisse du Lac qui étaient situées en rive gauche de l'Arve.

## Histoire

### Les origines
La fondation du prieuré de Chamonix s'effectue dans un premier temps par la donation de la vallée de Chamonix à l'abbaye Saint-Michel-de-la-Cluse, dans le Val de Suse, par le comte de Genève, puis dans un second temps la fondation du prieuré.
La donation de la vallée est mentionnée dans une charte dite de 1091, bien que celle-ci ne comporte aucune date,. Les signatures des personnalités ont cependant permis d'envisager cette date,. L'acte a été publié pour la première fois par Samuel Guichenon (1660), puis repris ensuite. Ce document est une donation de la vallée de Chamonix par le comte de Genève, Aymon Ier, et son fils Géraud (Gérold III) aux moines bénédictins de l'abbaye de Saint-Michel-de-la-Cluse, située en Piémont,,. À la suite d'une analyse approfondie de la charte, l'archiviste Jean-Yves Mariotte avance que différents éléments contredisent la datation de la fin du XIe siècle mais se rapprocherait plus de la deuxième moitié du XIIe siècle, voire plus probablement du début du XIIIe siècle. Toutefois, cette analyse n'exclut pas une donation vers la fin du XIe siècle, entre 1089 et 1099. Le document semble donc plutôt « un acte sincère transcrit ou refait tardivement et peut-être élagué de clauses compromettantes pour l'indépendance du monastère »,.
Le document laisse apparaître deux faits : d'une part l'« énormité de la concession » que les moines ont eu besoin de faire confirmer, peut-être face aux demandes des paysans de la vallée, et de l'autre l'étonnante affirmation selon laquelle le prieuré s'est trouvé « libre de toute attache séculière » dès sa création,.
Il faut attendre probablement le XIIe siècle pour voir l'implantation des premiers moines dans la vallée. Jean-Yves Mariotte fait le parallèle entre l'installation des moines et l'édification d'une église en pierre en 1119 dont on retrouve des traces dans les documents du diocèse de Genève. Toutefois, cette date est sujette à caution car elle provient d'une inscription qui a depuis disparu. En fin de compte, la première mention du monastère est liée avec la désignation d'un abbé conjoint avec le prieuré de Megève en 1204, tout en ne remettant pas en cause la probabilité d'une présence plus ancienne voire remontant à la donation du comte Aymon. Les premiers prieurs à être mentionnés le sont au début du XIIIe siècle avec d'après le Régeste genevois en 1202 un certain Aimon et un certain 1205, Pierre, qui dirige également le prieuré de Megève. Un autre vers 1212, un certain Étienne dirige également le prieuré de Megève. Toutefois aucun ne porte le titre de prieur de Chamonix. Ce titre semble n'apparaître qu'à partir de 1224. Le Régeste genevois indique ainsi un Gaufred (1229), Humbert de Beaufort (1255, également mentionné comme prieur de 1255 à 1296), Richard de Villette (1264 à 1296)
 et Guillaume de Villette (1296 à 1323).
Il semble toutefois que le monastère était peu important et ne comportait que quatre moines, une dizaine tout au plus,. Il n'a par ailleurs pas créé de filiale.
La mention de la communauté humaine de Chamonix ou universitas n'est mentionnée qu'en 1264.
L'organisation d'importance du prieuré remonte à la deuxième moitié du XIIIe siècle avec d'une part l'usage du titre de Prieur de Chamonix puis l'affirmation du pouvoir temporel du monastère avec Humbert de Beaufort (v. 1255-v. 1296),. Ce dernier obtient ainsi des droits sur Vallorcine où il fait édifier une église et la paroisse du Lac. Le mandement de Chamonix correspond ainsi aux territoires des paroisses de Chamonix, Vallorcine et une partie de Notre-Dame du Lac.

### Protection et tensions de la vallée
La protection de la vallée est disputée par les comtes de Genève et les sires de Faucigny. Cette garde de la vallée est conjointement revendiquée par les deux familles seigneuriales. Selon les périodes, la garde est obtenue par l'une ou l'autre famille.
Les diverses contestations du pouvoir temporel du monastère par les populations montagnardes sont alors prétextes pour ces deux familles d'intervenir pour régler les conflits et ainsi prendre l'ascendance sur la garde de la vallée. La position des populations locales est souvent investie d'une vision de volonté d'indépendance. André Perrin faisait ainsi remarquer à la fin du XIXe siècle pour la vallée de Chamonix que « l’exercice de la justice criminelle était réservé aux syndics ou aux bons-hommes élus par leurs pairs à l’exclusion des prieurs, maîtres du sol, et de leurs juges ». Il observait par ailleurs que « cette importante prérogative, qui remontait aux libertés germaines, fut maintenue intacte pendant toute la durée du Moyen Âge dans la plupart des hautes vallées de la Savoie et du Valais ». Les premiers syndics mentionnés de Chamonix remontent à 1292, mais ils ne deviennent permanents qu'à partir de 1441, paraissent permanents. Toutefois, Nicolas Carrier rappelle, dans une étude parue en 2003, que cette vision idyllique d'une indépendance des populations montagnardes était quelque peu exagérée.
Cependant, les paysans de la vallée obtiennent dès le XIIIe siècle une forme d'indépendance avec l'obtention de franchises. En effet, les habitants se liguent en 1289 afin d'obtenir des droits contre le prieuré. Afin d'éviter une arrestation, certains se réfugient au château de Charousse, situé en aval de la vallée, du côté de Passy,,,,. Des révoltés s'y réfugient ainsi en 1289. Les neuf paysans, guidés par un certain Jacques Pecloz, se rendent sur la terre des comtes de Genève, emportant avec eux du mobilier et des animaux du prieuré et obtiennent la protection du comte Amédée II de Genève, sachant qu'à cette période la vallée est placée sous la garde des sieurs de Faucigny. Le comte de Genève affirme à cette occasion avoir l'« avouerie et la justice criminelle des vallées », s'opposant en cela à la reconnaissance des droits des sieurs de Faucigny. La procédure d'arbitrage amiable s'engage. Le 21 octobre 1289, à Sallanches, les deux parties désignent le dauphin Humbert Ier de Viennois et Jean de Genève, évêque de Valence, ainsi que Guillaume de Livron, archevêque de Vienne comme sur-arbitre. Le 7 février 1291, la décision finale est annoncée à Bonneville par les nouveaux arbitres Guillaume de Prissy et Aimeric de Glières qui représentent Béatrice de Faucigny, d'une part, et Pierre de Compey et Jacques Exchaquet, pour Amédée II de Genève, le dauphin devient le sur-arbitre. La grande dauphine obtient la renonciation du comte de Genève de ses prétentions contre le paiement de 500 livres viennoises, tout en renonçant d'autre part à « toute inimitié, particulièrement en ce qui concernait les hommes de Chamonix, réfugiés auprès du comte ». En septembre, le comte fait d'ailleurs une proclamation annonçant qu'il ne possédait aucun droit sur la vallée de Chamonix. Le  26 juillet 1292, la communauté reconnait que « toute la vallée... et tous ses hommes sont liges du prieur » mais ce dernier reconnaît parallèlement les anciennes coutumes des habitants. D'autres tensions et arbitrages auront lieu par la suite en 1330, 1368, 1386, 1421 et 1441 et 1493,. En 1355, le Faucigny devient une possession des comtes de Savoie qui obtiennent ainsi les différents droits sur la vallée. Enfin, lorsque les Savoie obtiennent le comté de Genève au début du XIVe siècle, les questions de garde ne se posent plus.
En 1439, Guillaume de La Ravoire, fils du seigneur Guigon de La Ravoire de Montmélian, proche du duc de Savoie Amédée VIII, est fait prieur commendataire et seigneur temporel des vallées de Chamonix, de Vallorcine et du Lac. Le nouveau prieur tente de reprendre la main sur l'exercice de la justice criminelle,. Dans le procès l'opposant à la communauté des habitants de la vallée, il perd. En 1487, il délaisse sa charge en faveur de son fils Jacques (1487-1502),. Celui-ci poursuit le projet de son père et obtient un jugement plus favorable de la part de la papauté. Un autre de ces fils, Guillaume, dit le jeune, lui succède entre 1502 et 1520.
Le prieuré est totalement détruit par incendie en décembre 1758.

## Description
D'après un texte de 1677, le monastère « comprenait une maison forte et une église adhérente, dont le chœur était pour les Religieux qui y entraient depuis le prieuré, et la Nef pour la paroissiale, dans laquelle on entrait par la grande porte hors du Prieuré qui était le titre de la Maison forte et du couvent ».

## Vestiges
La maison fortifiée du prieuré, actuelle «Maison de la Montagne», située près de l'église, est l'ancienne chapelle Notre-Dame qui formait, avec celle de Saint-Félix, les deux bras de l'ancienne église, en forme de croix, du prieuré de Chamonix.
Elle se présente aujourd'hui sous la forme d'une massive bâtisse carrée. Un second bâtiment plus petit, situé à l'arrière lui est accolé. On peut y voir quelques éléments anciens dont : une porte voutée accolée à un fût de colonne ; au nord, une petite niche ornée de deux pilastres ; à l'ouest, deux petites fenêtres accolées à une autre porte voûtée et, au sud, un écusson martelé avec la date de 1564..

## Possessions
- Tour de Saint-Jeoire, à Servoz — Elle se dressait à l'entrée du pont qui franchissait alors l'Arve et collectait un péage sur toutes les marchandises en provenance du Faucigny qui entraient sur les terres du prieuré[28].